# Rue Bourbon
Pour les articles homonymes, voir Bourbon.

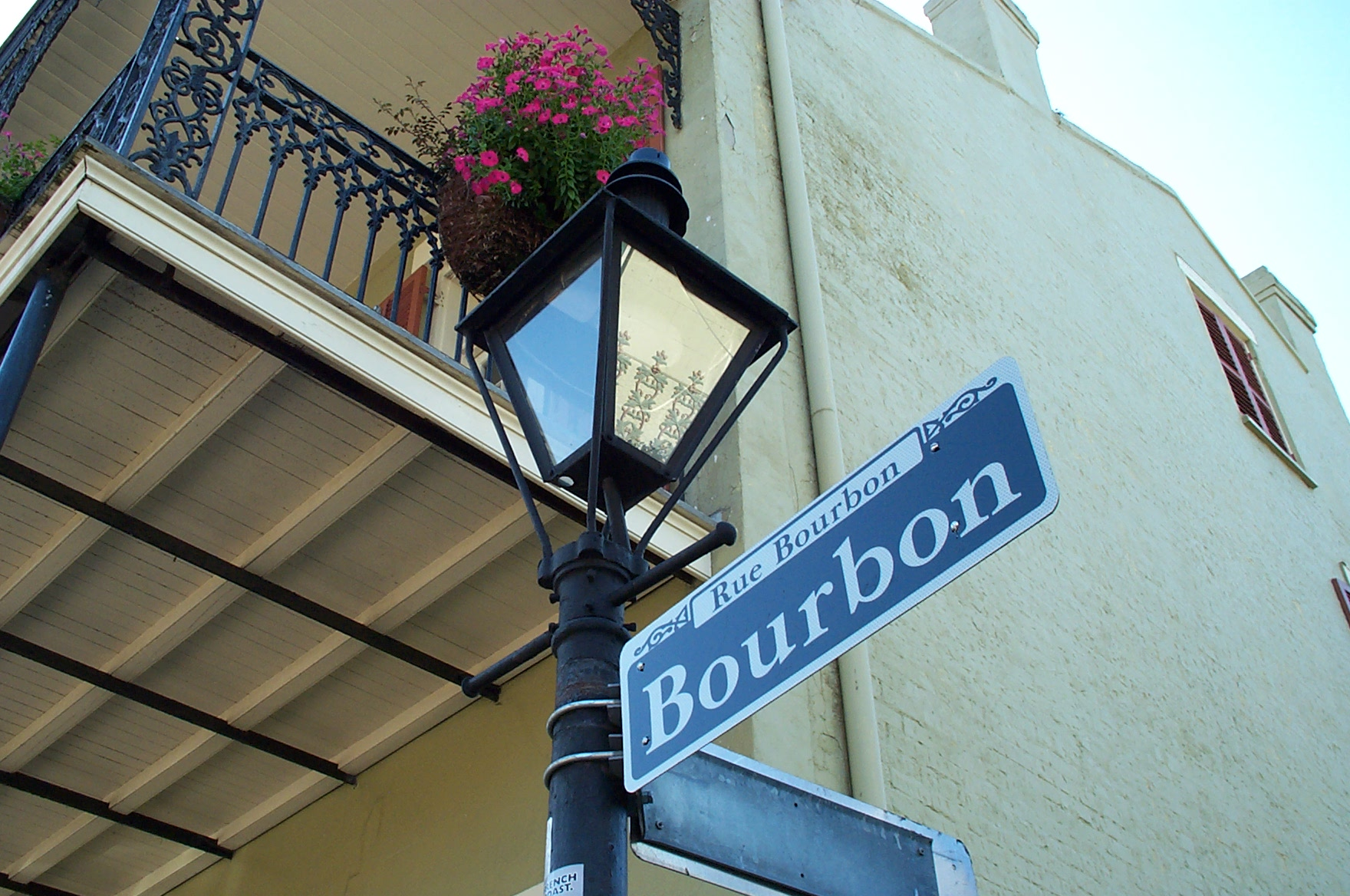
Les plaques bilingues de la Rue Bourbon, dans le Vieux carré.

La rue Bourbon (Bourbon Street, en anglais) est une rue historique célèbre, datant de l'époque de la Louisiane française, qui longe le Vieux carré français de La Nouvelle-Orléans en Louisiane. Elle débute dans le Vieux carré historique et continue dans le faubourg Marigny.
La rue Bourbon a été nommée ainsi en l'honneur de la maison capétienne de Bourbon.
La rue est bordée de nombreuses maisons typiques au style souvent français avec des toitures en pentes couvertes de tuiles. On y trouve la maison du pirate Jean Lafitte construite par l'entrepreneur Jean-Louis Dolliole.
Le 5 avril 2018 un saxophone géant de 3,30 m de haut est inauguré dans la rue (dans le Musical Legends Park) . Il a été offert par la ville de Namur (Belgique) pour rappeler que l'inventeur de l'instrument Adolphe Sax est originaire de la région de Namur, plus précisément de Dinant.

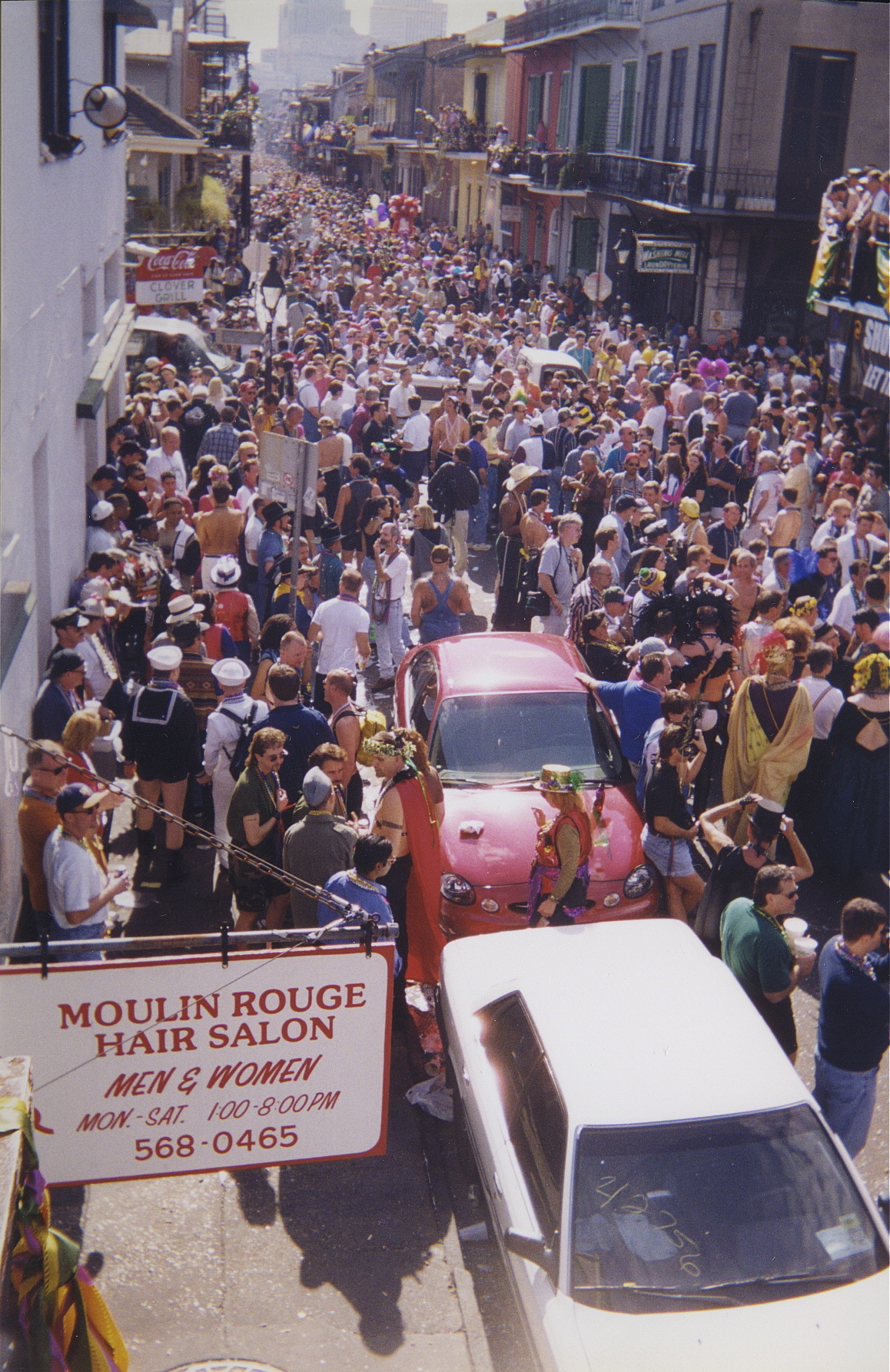
Mardi gras dans la rue Bourbon.
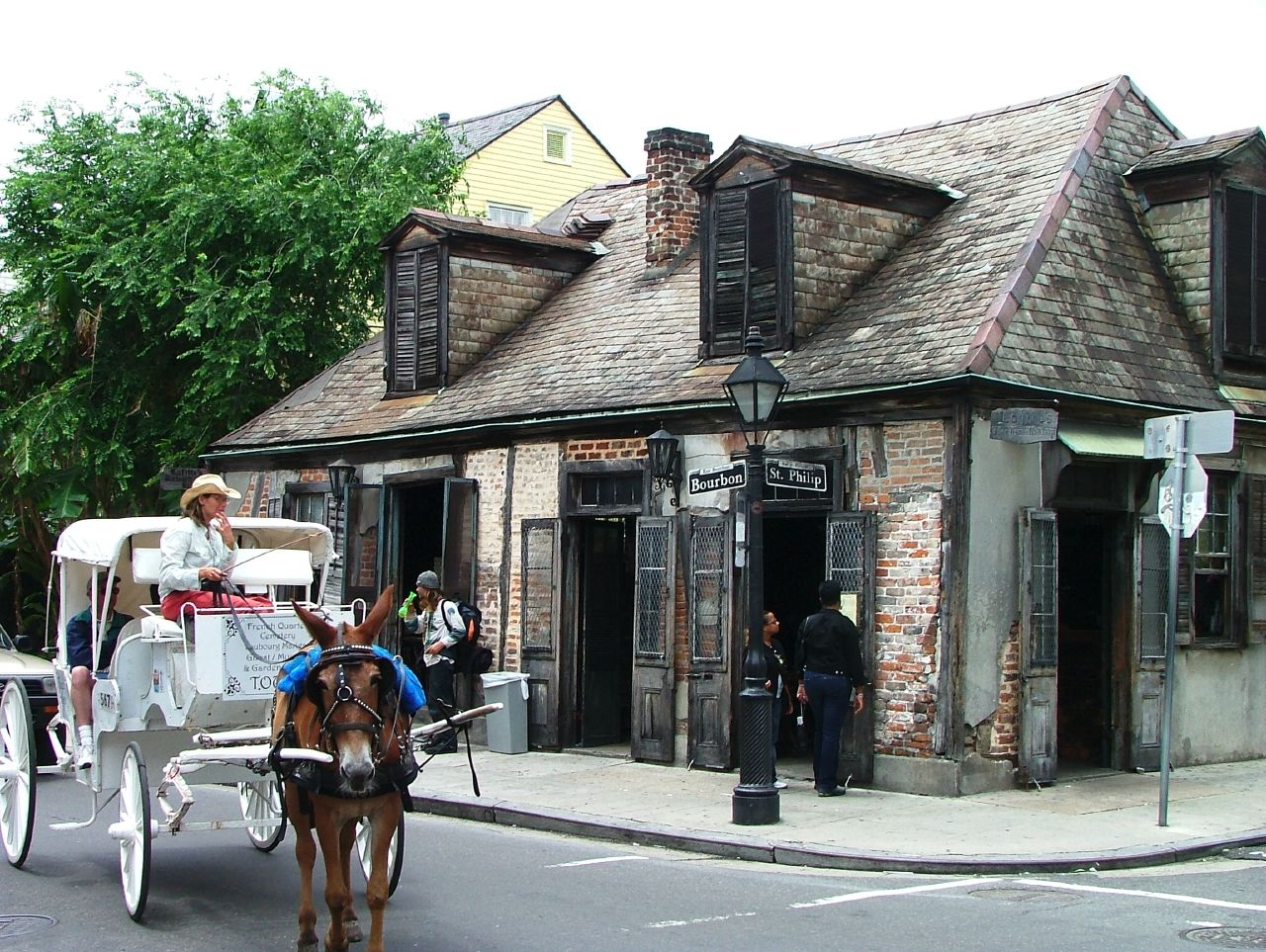
La maison de Jean Lafitte, rue Bourbon.